# Zespół Colleta-Sicarda
Zespół Colleta-Sicarda (łac. hemiplegia glossovelopalatopharyngolaryngea) – zespół objawów związany z obwodowym porażeniem czterech ostatnich nerwów czaszkowych: językowo-gardłowego (IX), błędnego (X), dodatkowego (XI) i podjęzykowego (XII).

## Obraz kliniczny
W wyniku porażenia występują następujące objawy kliniczne:
- dysfagia;
- zaburzenia smaku w tylnej ⅓ części języka;
- zanik czucia błony śluzowej podniebienia oraz gardła;
- zaburzenia oddychania i chrypka;
- porażenie i zanik mięśnia czworobocznego i mostkowo-obojczykowo-sutkowego;
- jednostronne porażenie i zanik mięśni języka.

## Przyczyny
Do najczęstszych przyczyn zespołu Colleta-Sicarda należą:
- przyczyny zapalne:
  - zakrzepica zatok żylnych opony twardej, np. zatoki poprzecznej;
  - ropowica przestrzeni przygardłowej;
- przyczyny urazowe:
  - złamanie podstawy czaszki, którego szczelina złamania przechodzi przez otwór szyjny lub okolicę kłykci potylicznych;
- przyczyny nowotworowe:
  - rak części nosowej gardła;
  - nowotwory płata głębokiego ślinianki przyusznej i inne guzy złośliwe przestrzeni przygardłowej;
  - kłębczaki szyjno-bębenkowe.

## Historia
Zespół został opisany przez francuskich lekarzy; w 1915 roku przez Frédérica Justina Colleta oraz w 1917 roku przez Jeana A. Sicarda.